# عين بني مطهر
عين بني مطهر (بالأمازيغية: ⵄⵉⵏ ⴱⵏⵉ ⵎⵟⵀⵕ) مدينة مغربية، وقد تأسست كقاعدة عسكرية على يد المارشال ليوطي ذلك سنة 1904 وكانت تحمل (الاسم القديم بركنت) ولا يزال سكان المدينة يستخدمون اسم بركم مأخوذ من الاسم القديم في حين أن الاسم الرسمي للمدينة عين بني مطهر، تقع بإقليم جرادة، الجهة الشرقية للمملكة المغربية، تقع على الطريق الرابط بين وجدة وفجيج، تبعد عن وجدة ب 82 كلم، وعن فجيج ب 288 كلم، كما تبعد عن الحدود المغربية الجزائرية ب 36 كلم. يمر بها أنبوب الغاز الذي يربط بين حاسي مسعود بالجزائر وأوروبا. كانت مـعبراً لا بد منه للقادم من شمال المغرب إلى جنوبه، ومن غرب المغرب إلى شرقه نظرا لكمية الماء الهائلة المتوفرة بها، علاوة على أنها تشكل بوابة الصحراء.

## التسمية
يبلغ عدد أسماء عين بني مطهر عدة أسماء عبر أزمنة المختلفة رأس العين أو بركنت أو بركم أو ريباي نيكراي ويعود أصل تسمية الحالية للمدينة إلى قبيلة بني مطهر أي الجد الأعلــى بنو مطهر .
- أصل تسمية رأس العين:

من المعروف في تاريخ المغرب أن القبائل عادة ما تنسب إلى المكان الذي استوطنته أو تنسب إلى الجد الأعلى لمجمــوعتها، غير أن بني مطهر جمعوا بين النموذجين في ذات الوقت، حيث اشتهروا بالانتساب إلى الجد الأعلــى بنو مطهر تارة، وإلى الموقع الذي استقروا به تارة أخرى.
وتبعا لذلك كانوا ينعتون بأهل رأس العين وهو موقع مشهور بكثرة مياهه وبالأراضي الخصبة المحيطة به، غير أن شهرة رأس العين أخذت بعدا آخر بعد احتلال الجزائر سنة 1830، فأصبحت معلمة لتمييز خط الحدود بين المغرب والجزائر، حيث ورد ذكر رأس العين بشكل رسمي في وثيقة دولية لأول مرة في البند الثالث من اتفاقية للامغنية، معززا برسم توضيحي يحدد موقع رأس العين ببني مطهر وأشير إليها بالعبارة الآتية: بني مطهر أهل رأس العين.
كما وتجدد الحديث عن عين بني مطهر في اتفاقية الجزائر الموقعة في 20 أبريل 1902، حيث أشير فــي البند الثالث منه إلى إحداث سوق مشتركة بمنطقة رأس العين. ورغم اعتراف السلطة الفرنسية بمغربية رأس العين فإن اللوبي الاستعماري تمادى في نعتهــا باسم بركنت، وظل الأمر كذلك طيلة فترة الحماية، وإذا كانت كل المدن التي غير الاحتلال أسمائها خلال فترة الحماية قد استعادت تسميتها العتيقة الأصلية والأصيلة بعد الاستقلال، فإن عين بني مطهر قد ترسخ في الذاكرة الشعبية المحلية الاسم الدخيل بركــنت الشيء الذي جعلنا مطالبين في البحث عن أصل هذا الاسم وتتبع مسار تطوره.
- أصل تسمية بركنت Berguent:

إن استبدال الاسم الأصلي باسم بركــنت أصبح طاغيا أثناء فترة الحماية إلى حد أن الذاكرة الشعبية لأكثر من جيل تشبعت بالاسم الدخيل. لقد تعددت التفسيرات وتضاربت الآراء حول هذا الاسم، فكثير من المهتمين أرجعوا سبب هذه التسمية إلى الضابط الفرنسي الذي نزل بالمنطقة لأول مرة، في حين يرى البعض الأخر أن أصل التسمية أمــازيغي،
وليس اسم معمر أو جندي فرنسي كما هو شائع في الأوساط العامة بالمنطقة ومعناه اللون الأسود وتنطلق كذلك بركم، وهو كذلك اسم أمازيغي زناتي ويعنــي القصر، ويمكن القول أيضا أن لفظة «بركم - بركنت» تختزل جانبا مهما من الطبوغرافيا سوداء اللون في المغرب الشرقي، علما أن لفظة بركنت هي مجرد نطق مخفف للفظة تبركنت التي تعني السوداء أو اللون الأسود  وهذا لكون الرؤية من بعيد للمنطقة تظهر بقعة سوداء بسبب كثافة انتشار الغطاء النباتي. وقد يكون سبب اختيار هوبير ليوطي تسمية رأس العين ببركنت راجع إلى الترجمة كتاب ابن خلدون بالفرنسية تحت عنوان بركان Bargan وقد ذكر ليوطــي اسم بركنت لأول مرة في رسالته المؤرخة في 24 يوليوز 1904 والموجهة إلى إتيان انجين.
- ريباي نيكراي Ripae Nigrae:

آخر ما ذكرته المصادر القديمة، خاصة الجغرافي «رافنا» في مؤلفه الذي يعود إلى سنة 700م حيث ذكرت عين بني مطهر تحت اسم ريباي نيكراي Ripae Nigrae اسم لاتيني مركب من لفظتين، الأولى Ripae تعني الضفة أو المنحدر أو الحافة، ويدل اللفظ الثاني Nigrae على السواد أو الظلام، وعليه يكون المعنــى الحرفي لهذا الاسم الضفاف السوداء أو الحافات السوداء.[بحاجة لمصدر]

## جغرافية المدينة

### تضاريس

#### الأودية
تضم عين بني مطهر بعض من الأودية، ومن أبرز هذه الأودية:
- واد الشارف
- واد تبودة
- وادي مسخسخة
- وادي وزين

### المناخ
تعرف مدينة عين بني مطهر مناخا جافا طوال السنة مقارنة مع المناطق الساحلية، حيث لا تتلقى إلا كميات قليلة من الأمطار خلال السنة، ومما يزيد من حدة الجفاف عدم انتظام التساقطات من سنة إلى أخرى حيث لا تتعدى 200 ملم، كما أن الحرارة مرتفعة وتتغير ما بين الليل والنهار ومن فصــل إلى آخر حيث تفوق 39.6 في فصل الصيف وتصل في فصل الشتاء إلى 01- بحكم مناخ قاري الجاف مما يؤدي إلى عدم تأقلم الغطاء النباتي والتربة، كما تنفتح المدينة على المؤثرات الصحراوية القادمة من الجنوب حيث تهب رياح الشركي الحارة صيفا فتكون أحيانا محملة بالرمال وتحدث ضررا وإتلافا للمحاصيل الزراعية في الأراضي البورية.
| البيانات المناخية لـ{{{location}}} | البيانات المناخية لـ{{{location}}} | البيانات المناخية لـ{{{location}}} | البيانات المناخية لـ{{{location}}} | البيانات المناخية لـ{{{location}}} | البيانات المناخية لـ{{{location}}} | البيانات المناخية لـ{{{location}}} | البيانات المناخية لـ{{{location}}} | البيانات المناخية لـ{{{location}}} | البيانات المناخية لـ{{{location}}} | البيانات المناخية لـ{{{location}}} | البيانات المناخية لـ{{{location}}} | البيانات المناخية لـ{{{location}}} | البيانات المناخية لـ{{{location}}} |
| الشهر                              | يناير                              | فبراير                             | مارس                               | أبريل                              | مايو                               | يونيو                              | يوليو                              | أغسطس                              | سبتمبر                             | أكتوبر                             | نوفمبر                             | ديسمبر                             | المعدل السنوي                      |
| ---------------------------------- | ---------------------------------- | ---------------------------------- | ---------------------------------- | ---------------------------------- | ---------------------------------- | ---------------------------------- | ---------------------------------- | ---------------------------------- | ---------------------------------- | ---------------------------------- | ---------------------------------- | ---------------------------------- | ---------------------------------- |
| الدرجة القصوى °م (°ف)              | 22.0 (71.6)                        | 24.0 (75.2)                        | 28.0 (82.4)                        | 31.0 (87.8)                        | 35.0 (95.0)                        | 39.0 (102.2)                       | 42.0 (107.6)                       | 42.0 (107.6)                       | 38.0 (100.4)                       | 33.0 (91.4)                        | 27.0 (80.6)                        | 23.0 (73.4)                        | 42.0 (107.6)                       |
| متوسط درجة الحرارة الكبرى °م (°ف)  | 16.0 (60.8)                        | 18.0 (64.4)                        | 21.0 (69.8)                        | 23.0 (73.4)                        | 27.0 (80.6)                        | 33.0 (91.4)                        | 37.0 (98.6)                        | 37.0 (98.6)                        | 32.0 (89.6)                        | 36.0 (96.8)                        | 22.0 (71.6)                        | 17.0 (62.6)                        | 26.6 (79.9)                        |
| المتوسط اليومي °م (°ف)             | 10.0 (50.0)                        | 11.5 (52.7)                        | 14.0 (57.2)                        | 16.0 (60.8)                        | 20.0 (68.0)                        | 25.0 (77.0)                        | 28.5 (83.3)                        | 29.0 (84.2)                        | 25.0 (77.0)                        | 25.0 (77.0)                        | 15.5 (59.9)                        | 11.0 (51.8)                        | 19.2 (66.6)                        |
| متوسط درجة الحرارة الصغرى °م (°ف)  | 4.0 (39.2)                         | 5.0 (41.0)                         | 7.0 (44.6)                         | 9.0 (48.2)                         | 13.0 (55.4)                        | 17.0 (62.6)                        | 20.0 (68.0)                        | 21.0 (69.8)                        | 18.0 (64.4)                        | 14.0 (57.2)                        | 9.0 (48.2)                         | 5.0 (41.0)                         | 11.8 (53.3)                        |
| أدنى درجة حرارة °م (°ف)            | −1.0 (30.2)                        | 0.0 (32.0)                         | 1.0 (33.8)                         | 4.0 (39.2)                         | 7.0 (44.6)                         | 11.0 (51.8)                        | 15.0 (59.0)                        | 16.0 (60.8)                        | 13.0 (55.4)                        | 9.0 (48.2)                         | 3.0 (37.4)                         | 0.0 (32.0)                         | −1.0 (30.2)                        |
| معدل هطول الأمطار مم (إنش)         | 52.0 (2.05)                        | 42.0 (1.65)                        | 45.0 (1.77)                        | 34.0 (1.34)                        | 18.0 (0.71)                        | 6.0 (0.24)                         | 3.0 (0.12)                         | 4.0 (0.16)                         | 12.0 (0.47)                        | 26.0 (1.02)                        | 56.0 (2.20)                        | 48.0 (1.89)                        | 346 (13.62)                        |
| متوسط أيام هطول الأمطار            | 6.2                                | 6.2                                | 7.5                                | 6.7                                | 5.5                                | 3.3                                | 2.6                                | 3.8                                | 4.5                                | 5.0                                | 6.1                                | 5.5                                | 62.9                               |
| المصدر:                            |                                    |                                    |                                    |                                    |                                    |                                    |                                    |                                    |                                    |                                    |                                    |                                    |                                    |

### الموقع
تقع مدينة عين بني مطهر في الشمال الشرقي للمملكة، بالجهة الشرقية بإقليم جــرادة وسط النجود العليا بارتفاع يتراوح بين 900 و 1000 متر على سطح البحر، على خط العرض 34 شمال خط الاستواء وخط الطول 2 غرب خط غرينيتش علــى المحور شمال الجنوب الذي يربط عاصمة الشرق وجدة مسافة 84 بمدينة فكيك 288 كلم، وأقرب المدن إلى مركز المدينة: مدينة جرادة مقر عمالة الإقليم ب 52 كلم، ووجدة مقر الولاية بـ 84 كلم، ومدينة الناظور حيث المـيناء بـ 230 كلم، وتندرارة ب 115 كلم.

## تاريخ

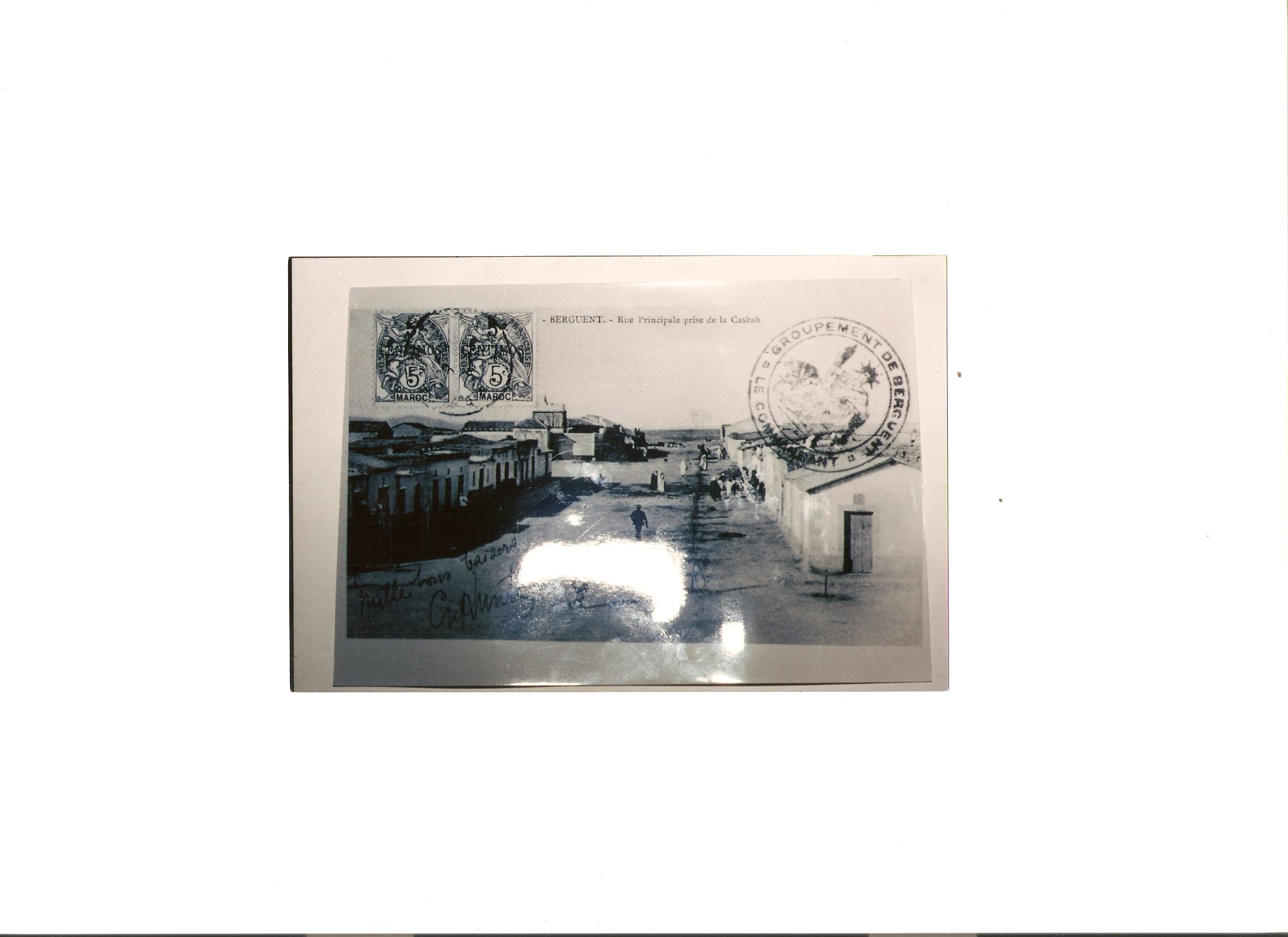
الشارع الرئيسي لمدينة عين بني مطهر في فترة الحماية الفرنسية على المغرب.

أول ذكر لعين بني مطهر كان في تاريخ ابن خلدون، فبعد عيد المولد النبوي من سنة 774 هـ انطلق ابن خلدون من بسكرة حيث كان يقيم في طريقه إلى فاس لزيارة السلطان عبد العزيز المريني الذي سمع بمرضه، فوصل إلى مليانة وبها وصله نبأ وفاة السلطان وتوليه ابنه مكانه، واصل ابن خلدون طريقه صحبة علي بن حسون والي السلطان المغربي على مليانة ومعهم شرذمة من جند الوالي ترافقهم، إلا أن أبا حمو سلطان تلمسان أوعز إلى بني يغمور من شيوخ عبيد الله من معقل أن يعترضوا طريق الوالي وصحبه ومن بينهم ابن خلدون، فاعترضوهم برأس العين (و يقصد بها عين بني مطهر) من مخرج وادي زا (و يقصد به الوادي الشارف حاليا) فتفرق أصحاب الوالي ونهبهم بني يغمورو شتتوا شملهم ونجا من نجا ومنهم ابن خلدون الذي بقي مسلوبا منهوبا تائها مدة يومين إلى أن التحق بأصحابه بدبدو ومن ثم وصل إلى فاس.
كما نزل بها السلطان مولاي إسماعيل بن علي العلوي قبل معركته ضد أتراك الجزائر، وبعد نشوب المعركة انسحبت القبائل الحدودية عن مساندة السلطان العلوي، الذي انهزم أمام الأتراك، وعاد السلطان بعد عامين إلى منطقة عين بني مطهر لينتقم من القبائل التي خذلته أمام الأتراك.
وبعد السيطرة على الجنوب الغربي للجزائر من طرف القوات الفرنسية، كانت عين بني مطهر من بين القواعد الخلفية للمقاومين من أولاد سيدي الشيخ الغرابة بزعامة سيدي الشيخ بن الطيب البوشيخي البكري الذي أعلن بداية مقاومته بأول معركة له ضد القوات الفرنسية في 2 مايو 1845م بالمكان المسمى الشريعة (شمال البيض)، شاركت بني مطهر مع قبيلة المهاية (المتمركزة حالياً في سيدي موسى لمهاية وتيولي والنعيمة) مع المجاهد الأمير عبد القادر وفي ثورة أولاد سيدي الشيخ منذ انطلاقتهما ، وكان سكان عين بني مطهر محل انتقام من الجيش الفرنسي الذي هاجمهم عدة مرات. ومنذ حملة الجنرال ونفن (Wemphen) على الجنوب المغربي سنة 1870 م  أصبح الاحتلال الفرنسي ينظر إلى عين بني مطهر على أنها القاعدة الرئيسية للمقاومة التي لن يقضي عليها إلا بالقضاء على قاعدتها.
و تحقق له ذلك بعد ما انطلق في ابتلاع الأراضي المغربية الشرقية سنة 1849 م إلى أن وصل إلى عين بني مطهر سنة 1904 م  فاحتلها المرشال ليوطي وأطلق عليها اسم بركنت Berguent، وهو اسم أمازيغي كان يُطلق على اسم مكان من الوادي الذي بنيت على ضفافه. بعد استقلال المغرب أصبحت عين بني مطهر قرية بعد أن كان جل سكانها بدوا رحلا. وهي اليوم مدينة يقارب سكانها 15000 نسمة، يتعاطى أغلب سكانها الرعي، ويمتاز نوع غنمها المسماة «بني گيل» بجودة اللحم والصوف.

## الديموغرافيا
تميزت مدينة عين بني مطهر بموقها الحدودي الهام، ورغم توفرها على إمكانيات اقتصادية وطبيعيــة هامة، فهي تعرف عدة إكراهات تتجلى في الضغط السكاني على المراكز الحضرية، مقابل انخفاض محسوس في الساكنة القروية، فبين سنة 1877 و1905 انخفض عدد السكان المدينة من 7225 نسمة إلى 5875 نسمة، هذا إذا علمنا أن سكان المنطقة كانوا تابعين لقبيلة لمهاية وقد يكون هذا التراجع إما بسبب مجاعة أو وباء أو جفاف عاشته المنطقة، وخلال شتنبر 1908 أصبحت المدينة تضم 263 نسمة جاء مجملها من خارج المدينة وكانوا على النحو التالي:
| سكان عين بني مطهر شتبنر 1908 |          |        |          |         |
| البلد                        | المسلمين | اليهود | أوروبيون | المتجنس |
| المغرب                       | 59       | 72     | -        | -       |
| الجزائر                      | 39       | 22     | -        | -       |
| فرنسا                        | -        | -      | 15       | 16      |
| إسبانيا                      | -        | -      | 35       | -       |
| سويسرا                       | -        | -      | 1        | -       |
| ألمانيا                      | -        | -      | 1        | -       |

في سنة 1936، تضاعف عدد السكان المغاربة وكذا الأجانب، وذلك لمتغيرين أساسين: الأول سياسي والثاني اقتصادي، حيث وصل عدد السكان بالمنطقة إلى 3458 نسمة حيث أصبح 369 أوروبي ومن المغرب 575 مسلم و 314 يهودي من خارج المدينة في حين يشكّلون بني مطهر الغالبية الساحقة بـ2200 نسمة.
ما بين سنة (1960-1971) حصلت الجزائر على استقلالها. مما أدى إلى رجوع الجزائريين إلى بلادهم مما جعل عدد الساكنة الإجمالي ينخفض، حيث وصل سنة 1960 إلى 2607 نسمة، وفي حدود سنة 1971 وصل العدد 3356 نسمة، كما وساهمت هجرة اليهود في هذا الانخفاض أيضا.
وقد سجلت سنة 1994 حوالي 10532 نسمة، في حين وصل العدد سنة 2004 إلى ما يقارب 13526 نسمة، ومع دخـول سنة 2014 ارتفع العدد إلى 16289 نسمة يشكل المغاربة منها 16231 والأجانب 58 نسمة، بينما بلغ عدد الأسر ببلدية عين بني مطهر إلى 3180 أسرة.
تطور الساكنة خلال الفترة خلال الفترة الممتدة ما بين 1994 إلى 2014

## تقسيم إداري
تظم دائرتها:
- بلدية عين بني مطهر
- جماعة بني مطهر
- جماعة أولاد سيدي عبد الحكم
- جماعة المريجة
- جماعة أولاد اغزيل.

## المدارس
| المدراس الإبتدائية: - مدرسة عبد الواحد المراكشي - مدرسة موسى بن نصير - مدرسة حي الزياني - مدرسة النهضة - مدرسة المتنبي - مدرسة النجود | المدارس الإعدادية: - إعدادية ابن جلون - إعدادية عبد الكريم الخطابي | المدارس الثانوية: - ثانوية ابن خلدون - ثانوية الإمام علي |

## الأحياء
| - حي أولاد قدور - حي زياني - حي الفيضان - حي بدر - حي نور - حي أحد | - حي صناعي - حي ولاد حمادي - حي الشرفاء - حي كرابة - حي المحطة - حي الإمارات | - حي أولاد الغازي - الحي الجديد - الحي القديم - حي أمل 1 - حي البساتين - حي أولاد عامر - حي دوار الفقرة |

## المحطات
توجد محطة السيارات الأجرة صغيرة وسط عين بني ومحطة القطارات المغلقة منذ سنة 1995 أما الحافلات فقط تعد عين بني مطهر نقطة مرور بين وجدة وبوعرفة ولا توجد لحد الآن أي محطة .